# コレコレア
コレコレア（朝: 꼬레꼬레아/코레코레아）とは、キリバスにおいて、性の乱れた女性のことを指す俗語である。元々は漁師として上陸する韓国人男性に対して売春を行う女性(te korekorea, korakorea girl)を指すものであった。日本語、朝鮮語圏では英語表記としてkorekoreaが用いられるが、英語圏ではkorekorea、korakorea双方が用いられる。
また、売春場所に使われる防波堤を指すこともあり、korakorea fishのように安物の魚を指すスラングとしても使用される。

## 概要
太平洋の赤道付近に位置するキリバスは、世界第3位の広範囲な排他的経済水域を有している。1980年代半ばから、韓国遠洋漁船はキリバスの水域で操業を始め、年間で合計数百人の韓国人漁船乗組員がキリバス、主に首都タラワにあるベシオ港に上陸するようになった。
キリバスに在留する韓国人が増加するに従い、不健全な性交渉を行う人が多く現れた。韓国人男性は現地女性を自分の船の甲板や薄暗い防波堤の後ろに連れて行き、金品と引き換えに性関係を持った。このため、性の乱れた人そのもの、また、防波堤の物陰のことなどをコレコレアと呼ぶようになった。「コレ・コレアのような奴」という表現がキリバスでもっともきつい悪口として使われているという。
これらの韓国人たちがキリバスの女性、特に、幼い少女を買春する行為はキリバス議会で対策会議が行われるほど社会問題化している。韓国人船員がキリバスで30-50人の主に低年齢の少女を奉仕させていると『コリア・ヘラルド』紙により報道された後、2003年のキリバス政府による韓国船舶停泊禁止措置、2004年の国際会議において韓国人船員キリバス青少年買春問題発表が行われるなど対策がされてきたが、国家青少年委員会は2007年2月に韓国の遠洋漁船の乗組員らが依然としてキリバス少女に対する未成年買春を行っていると発表した。少女の多くは家が貧しく、わずかな金品の受け渡しだけで売春が行われているという。また、韓国人船員らと現地女性の間に生まれた子供に対する支援策の必要性も指摘されている。
一方、女性側の健康問題、特にHIV-AIDSを含む感染症も問題となっている。2006年のレポートによるとタラワ総合病院のHIV-AIDS診療所では、人口9万2千人のキリバスで43例のエイズが確認され、うち26人の患者は既に死亡している。

## 派生語
外国漁船が混獲した魚をキリバスで安く売りさばいており、これがコレコレア・フィッシュ（korakorea fish）と呼ばれている。2006年のレポートによると1kgあたり90セント程度で販売されており、これが現地の主要産業従事者である漁師の生計を圧迫している。